# Pamjat' Azova (incrociatore)
Il Pamjat' Azova (in russo Память Азовa?, letteralmente "Memoria di Azov") fu un incrociatore corazzato costruito per la Marina Imperiale Russa alla fine degli anni ottanta del XIX secolo.
Fu dismessa dal servizio in prima linea nel 1909, trasformata in unità addestrativa e affondata da torpediniere inglesi durante la guerra del Baltico nel corso della Guerra civile russa.

## Nome
Il nome della nave commemora il vascello russo Azov, l'ammiraglia della squadra navale russa nella Battaglia di Navarino, il cui nome, a sua volta, si riferisce alle campagne d'Azov di Pietro il Grande. Dopo la battaglia Nicola I di Russia decretò che, dopo il ritiro dell'Azov, la Marina Imperiale avrebbe dovuto sempre avere una nave chiamata Pamjat' Azova (Memoria di Azov).
L'incrociatore commissionato nel 1890 è stata la terza nave a portare questo nome.

## Descrizione
La nave, costruita nel Cantiere del Baltico a San Pietroburgo dove venne varata il 1º luglio 1888, è stata progettata per la guerra di corsa con una protezione più leggera rispetto alle precedenti unità del suo tipo, ma non risultò più veloce o meglio armata. 
A differenza delle navi contemporanee, che avevano eliminato la velatura, disponeva dell'armamento velico del tipo brigantino a palo con due alberi a vele quadre e mezzana a vele di taglio, per estenderne la portata.
La propulsione era inizialmente costituita da due motrici verticali a triplice espansione e sei caldaie cilindriche.
Venne completamente ricostruita nel 1904 con nuovi motori e 18 caldaie tipo Belleville in sostituzione delle precedenti sei caldaie e armamento velico semplificato del tipo goletta a palo con trinchetto con vele quadre e maestra e mezzana con randa e controranda.

## Storia
La nave entrata in servizio nel 1890 con la Flotta del Baltico, nel 1891-1892 prese parte alla crociera in Asia con lo Zarevic Nicola a bordo; l'evento fu commemorato con un uovo Fabergé: l'uovo del "Memoria di Azov".

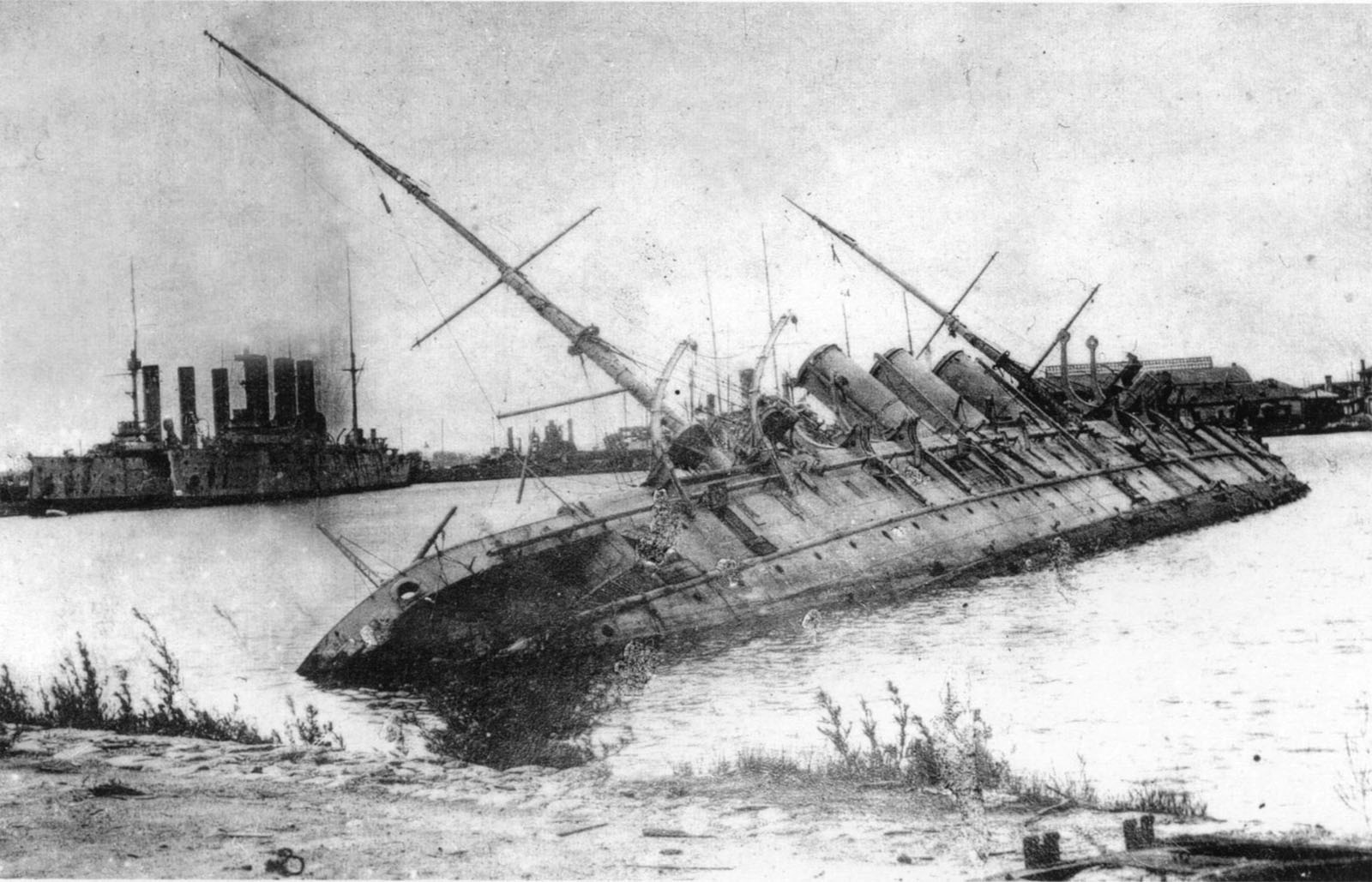
Relitto della Pamiat Azova a Kronštadt

Nel 1894 venne comandata in Mediterraneo per tornare in Estremo Oriente come nave ammiraglia della Squadra.
Nel 1900 fece ritorno nel Baltico, dove rimase sino al termine del suo servizio.
Nel 1906, durante la Prima rivoluzione russa, l'equipaggio dell'incrociatore si ammutinò mentre era vicino a Reval. La nave in seguito fu messa in riserva.
Nel 1909 venne convertita in nave scuola torpedinieri e ribattezzata Dvina.
Durante la rivoluzione venne confermato il suo ruolo di nave da addestramento.
Il 18 agosto 1919 nel corso della guerra civile, durante un attacco di torpediniere costiere al naviglio sovietico nel porto di Kronštadt, la nave venne centrata da un siluro della motosilurante britannica CMB79 che ne causò l'affondamento.
Il relitto fu recuperato e demolito.

## Uovo Fabergé
Una fedele riproduzione in miniatura del Pamjat' Azova, realizzata in oro giallo e rosa, platino e diamanti, era la sorpresa dell'Uovo del "Memoria di Azov", una delle 52 uova imperiali Fabergé, tuttora conservato nell'Armeria del Cremlino.